# براونینگتون (میزوری)
براونینگتون (به انگلیسی: Brownington) یک شهر در ایالات متحده آمریکا است که در شهرستان هنری، میزوری واقع شده‌است. براونینگتون ۰٫۳۱ کیلومتر مربع مساحت و ۱۰۷ نفر جمعیت دارد و ۲۲۸ متر بالاتر از سطح دریا واقع شده‌است.